# Aphasia
aphasia（アフェイジア）は、1995年に結成されたハードロックバンドである。バンド名の由来はヨーロッパの2ndアルバム『WINGS OF TOMORROW』に収録されているインストゥルメンタル曲のタイトルからで、意味は「失語症」である。

## メンバー
- Sion - ボーカル
- goe - ギター
- jun - ドラムス

### 旧メンバー
- ten - ギター
  - 1996年に加入、同年に脱退。
- jun2 - ベース
  - 1996年に加入、1997年に脱退。
- 実宇 - ベース
  - 1997年に加入、2001年に脱退。
- saki - ベース
  - 2001年に加入、2002年に脱退。
- sho - ベース
  - 2002年に加入、2005年に脱退。
- 流風（luka） - ボーカル
  - 2015年に脱退。
- ken - ベース
  - 2016年に加入、2017年に脱退。

## 作品

### アルバム
- Mirage on the ice （1999年12月）
- Wings of fire （2001年6月10日）
- Labyrinth in my heart （2003年3月5日）
- WILD AND INNOCENT （2004年2月25日）
- Gambler （2006年8月10日）
- Ever-lasting Blue （2017年4月26日）

#### ミニアルバム
- Mirage2005 （2005年10月28日）
- Sweet Illusion （2009年8月5日）

#### オムニバス
- Woman's Power First （1998年）"Innocent Crime"、"Aftergrow"の2曲で参加
- SECOND WAVE Vol.1 （2002年）"Thief in the mirror"で参加